# Prawo o szkolnictwie wyższym i nauce
Ustawa z dnia 20 lipca 2018 r. – Prawo o szkolnictwie wyższym i nauce – polska ustawa uchwalona przez Sejm VIII kadencji, regulująca kwestie prawne związane ze szkolnictwem wyższym i działalnością naukową.

## Zakres regulacji
Ustawa określa:
- podmioty i zadania systemu szkolnictwa wyższego i nauki
- zasady tworzenia, organizacji i funkcjonowania uczelni (w tym jej organów) oraz jej likwidacji
- zasady prowadzenia studiów
- prawa i obowiązki studentów (w tym zasady przyznawania stypendiów i kredytów studenckich)
- zasady organizacji samorządu studenckiego i innych organizacji studenckich
- zasady zatrudniania, prawa i obowiązki pracowników uczelni
- zasady komercjalizacji wyników działalności naukowej i know-how
- zasady prowadzenia studiów podyplomowych, kształcenia specjalistycznego i innych form kształcenia
- zasady tworzenia i działania federacji systemu szkolnictwa wyższego i nauki
- zasady przyznawania stopni i tytułów naukowych i funkcjonowania szkół doktorskich
- zasady działania Rady Doskonałości Naukowej
- zasady ewaluacji jakości kształcenia, szkół doktorskich i działalności naukowej (w tym funkcjonowania Polskiej Komisji Akredytacyjnej)
- zasady odpowiedzialności dyscyplinarnej nauczycieli akademickich, studentów i doktorantów
- zasady kształcenia i uczestnictwa w działalności naukowej cudzoziemców
- zasady funkcjonowania instytucji przedstawicielskich systemu szkolnictwa wyższego i nauki (w tym Rady Głównej Nauki i Szkolnictwa Wyższego i Parlamentu Studentów Rzeczypospolitej Polskiej) i organów pomocniczych ministra właściwego do spraw szkolnictwa wyższego i nauki
- zasady funkcjonowania systemów informatycznych szkolnictwa wyższego i nauki
- zasady przyznawania stypendiów i nagród ministra właściwego do spraw szkolnictwa wyższego i nauki oraz nagród Prezesa Rady Ministrów
- zasady finansowania systemu szkolnictwa wyższego i nauki oraz gospodarki finansowej uczelni
- zasady nadzoru nad systemem szkolnictwa wyższego i nauki
- szczególne zasady działania niektórych uczelni (w tym wojskowych i artystycznych)
- zasady przetwarzania danych osobowych w systemie szkolnictwa wyższego i nauki.

## Poprzednie regulacje
Ustawa zastąpiła:
- ustawę z dnia 17 lipca 1998 r. o pożyczkach i kredytach studenckich (Dz.U. z 2017 r. poz. 357)
- ustawę z dnia 14 marca 2003 r. o stopniach naukowych i tytule naukowym oraz stopniach i tytule w zakresie sztuki (Dz.U. z 2017 r. poz. 1789)
- ustawę z dnia 27 lipca 2005 r. Prawo o szkolnictwie wyższym (Dz.U. z 2017 r. poz. 2183, z późn. zm.)
- ustawę z dnia 30 kwietnia 2010 r. o zasadach finansowania nauki (Dz.U. z 2018 r. poz. 87)[2].

## Nowelizacje
Ustawę nowelizowano wielokrotnie. Ostatnia zmiana weszła w życie w 2025 r.

## Efekty i oceny działania ustawy
Nowelizacja zebrała mieszane oceny w środowisku naukowym. Na początkowym etapie uznanie zyskało przeprowadzenie konsultacji ze środowiskami naukowymi, których opinie jednak później wedle krytyków nie zostały uwzględnione przy pracach nad ostateczną wersją ustawy. Pozytywnie oceniano diagnozę problemów z którymi zmaga się nauka w Polsce, takich jak hierarchiczność, przywiązywanie małej wagi do prac na poziomie międzynarodowym, znaczące różnice w jakości publikacji na podstawie których podejmuje się decyzje o awansie, tworzenie publikacji pozornie tylko mających wartość naukową. Chwalono wprowadzenie oceny parametrycznej jednostek naukowych. Z drugiej strony zwracano uwagę, że recept na rzeczone problemy szukano w pośpiechu, bez dogłębnego przemyślenia. Wprowadzony ekperymentalny algorytm oceny prac zastąpił oceny ekspertów, wprowadzono maksymalną liczbę branych pod uwagę w ocenie autora publikacji. Nowy wykaz punktowanych czasopism stworzono w pośpiechu, wprowadzając niekiedy dane tytuły całkowicie arbitralnie. Cały czas nie znaleziono też rozwiązania oceny humanistyki. Zmiana zasad zarządzania uczelnią może doprowadzić do pozytywnych, jak i negatywnych skutków, zwiększając poziom biurokracji.